# Акахо, Химавари
Химавари Акахо (яп. 赤穂ひまわり Акахо Химавари) (род. 28 августа 1998, Нанао, префектура Исикава, Япония) — японская баскетболистка, играющая на позиции атакующего защитника в сборной Японии и в турнире WJBL за «Дэнсо Ирис».

## Биография
Родители играли в баскетбол. Отец Макото Акахо, серебряный призёр Универсиады в Фукуоке, а мать — баскетболистка Японского университета спортивной науки. Старшая сестра Сакура Акахо является действующей баскетболисткой команды Денсо Ирис. Брат-близнец, Райта Акахо, является профессиональным баскетболистом, и играет в команде японской лиги Чиба Джетс Фунабаси и кандидат в молодёжную сборную Японии.
Макото ходила в среднюю школу Сёва Гакуин. Представляла сборную Японии во всех возрастных группах.

## Карьера

### Профессиональная карьера
В 2017 году пришла в команду японской женской лиги Денсо Ирис, где играла её сестра.

### Сборная Японии по баскетболу
В 2018 году выбрана кандидатом в женскую сборную Японии. Выступает за сборную на позиции Атакующий защитник.
- Чемпионат мира по баскетболу среди женщин 2018 9-е место
- Победитель чемпионата Азии 2019, 2021
- Серебряный олимпийский призёр игр 2020 года в Токио в среднем 26,6 минут за игру, забивала 9,3 очка и 7,3 подбора за игру[4].
- Лучший игрок (MVP) и лучшая в пятёрке турнира Чемпионат Азии по баскетболу среди женщин 2021. В среднем 29,5 минут за игру, набрала в среднем за игру 10,6 очка, 5 подборов и 2,2 перехвата[5].